# Jean Caugant
Jean, Pierre, Joseph Caugant, né le 21 juillet 1911 à Lorient et mort le 19 novembre 1999 à Hennebont, est un coureur cycliste français, spécialiste de la piste

## Biographie
A seize ans, il gagne la demi-finale de l'Ouest du premier pas Dunlop  à Nantes et participe à la finale à Versailles. Il court des épreuves régionales sur route et sur piste. En 1930, il participe à la course de la Médaille, et est qualifié pour la Grande finale,.
En 1931, il gagne le Championnat de France de vitesse des amateurs et  indépendants,.
En 1932, Il passe professionnel en janvier. Il bat Lucien Faucheux en demi-finale de la première journée du championnat de France de vitesse ; il est battu en finale par Louis Gérardin,.
En 1933, il accomplit son service militaire au 137e RI de Lorient.
En 1935, il quitte Paris et revient en Bretagne et court sur route et sur piste jusqu'au moins 1941,.

## Palmarès

### Championnat de France
- Champion de France de vitesse des amateurs et  indépendants : 1931[10]
- 3e du Champion de France militaire de vitesse : 1933[14]

### Championnat régional
- Champion du Morbihan de vitesse : 1939[18]

### Grands Prix
- Grand Prix Cyclo-Sport de vitesse :1927
- Prix Émile Friol : 1930
- Grand Prix des commerçants bretons : 1931[19]
- Prix de Grenelle : 1931[20]